# Pivovar Velký Beranov
Bývalý pivovar Velký Beranov stával patrně v areálu hospodářského dvora ve Velkém Beranově, v okrese Jihlava.

## Historie
Kdy došlo k založení pivovaru, není známo. S určitostí můžeme říci, že stál v roce 1671 a svému majiteli přinášelo užitek 588 zlatých ročně. Jihlavští sladovníci v té době vedli spory s Pachty z Rájova, takže beranovské pivo neuniklo jejich pozornosti. Pivo se tehdy dováželo do Jihlavy, kde se čepovalo především na Špitálském předměstí a v jednom z domů Kreclu v centru města. Spor nakonec musel rozsoudit až císař Leopold I. a ten v roce 1697 rozhodl následovně. Určil, že v Habermannově dvoře na Špitálském předměstí se bude v panském hostinci U Lva čepovat 8 měsíců jihlavské pivo a zbývající 4 měsíce v roce beranovské. Toto rozhodnutí bylo následně vloženo i do zemských desk. Stejně jako není znám rok vzniku pivovaru, není známa ani doba jeho konce. Je pravděpodobné,že za zánikem stojí rozprodávání dvora v roce 1785, je však také možné, že v roce 1790 byl přeložen do Stříteže.